# Маттле, Вернер
Вернер Маттле (нем. Werner Mattle; род. 6 ноября 1949, Оберрит) — швейцарский горнолыжник, специалист по гигантскому слалому. Выступал за сборную Швейцарии по горнолыжному спорту в 1969—1975 годах, бронзовый призёр зимних Олимпийских игр в Саппоро, обладатель бронзовой медали мирового первенства, победитель этапа Кубка мира, чемпион швейцарского национального первенства.

## Биография
Вернер Маттле родился 6 ноября 1949 года в коммуне Оберрит кантона Санкт-Галлен, Швейцария. Проходил подготовку в коммуне Ароза в местном одноимённом лыжном клубе.
В 1969 году впервые вошёл в состав швейцарской национальной сборной и дебютировал на крупных международных соревнованиях.
Первого серьёзного успеха в горнолыжном спорте добился в 1972 году, выиграв национальное первенство Швейцарии и одержав победу в гигантском слаломе на домашнем этапе Кубка мира в Адельбодене. Благодаря череде удачных выступлений удостоился права защищать честь страны на зимних Олимпийских играх в Саппоро — по сумме двух попыток занял в программе гигантского слалома третье место и завоевал тем самым бронзовую олимпийскую медаль, пропустив вперёд только итальянца Густава Тёни и соотечественника Эдмунда Бруггмана. Поскольку здесь также разыгрывалось мировое первенство, дополнительно стал бронзовым призёром чемпионата мира.
Через месяц после Олимпиады вновь отметился выступлением в Кубке мира, попав в десятку сильнейших на этапе во французском Пра-Луп.
Последний раз показал сколько-нибудь значимый результат международной арене в сезоне 1975 года, когда выиграл бронзовую медаль в гигантском слаломе на этапе Адельбодене. В дальнейшем участия в крупных международных соревнованиях не принимал.
В декабре 2005 года оставил след в Месте славы в Адельбодене, где были увековечены все победители этапов в этом горнолыжном курорте.